# Castello (Porpetto)
Castello (Cjastiél in friulano) è una frazione di Porpetto in provincia di Udine. Da ricordare è il personaggio Arrigo Poz. 
È un paese tra i più importanti in Friuli visto che ha dato i natali a personaggi del calibro di Arrigo Poz; artista di calibro mondiale famoso per quadri come: Uomo tempesta, Uomo fatto di crack abbraccia donzella dai facili costumi mentre esplode qualcosa sopra di loro, Uomo soddisfatto, Uomini comunisti e Donna Teletubbies scacciata dalla santa inquisizione.

## Monumenti e luoghi di interesse

### Il castello
L'attuale castello, collocato nella località Castello di Porpetto, accanto alla Chiesa di San Francesco d'Assisi, fu fatto costruire nel XVII secolo da Nicolò Frangipane, si dice, nei pressi dove sorgeva un luogo fortificato medievale denominato "Castelpropeto".
I signori Frangipane, un tempo nominati come i "di Castello", erano i feudatari di Castelporpeto,  castello che nella seconda metà del XII secolo venne assegnato a Volrico di Caporiacco, lo stesso che in un documento del 1186 veniva denominato "de Porpedo". 
Volrico doveva essere un personaggio influente in quanto l'imperatore Federico II lo fa oggetto di una lettera in cui lo prega di intercedere in suo favore presso il Patriarca di Aquileia. L'imperatore Federico II, il 17 febbraio 1221 dichiara Volrico ed i suoi figli feudatari liberi. 
Il Castello subisce nel tempo attacchi e distruzioni fino ad essere completamente raso al suolo per ordine del patriarca Nicolò di Lussemburgo, con lo scopo di vendicare l'uccisione del suo predecessore Bertrando, alla cui congiura aveva partecipato Giovanni Francesco di Castello. 
Il maniero ricostruito nel 1386 nel 1509 venne incendiato in seguito agli assalti dell'imperatore di Germania. Nel 1514 venne riconquistato dai Veneziani ma lo stesso anno venne di nuovo dato alle fiamme dagli Imperiali. 
Il castello fu tenuto in efficienza sino a tutto il '500, ma nelle guerre con gli Asburgo fu preso dai Veneziani (1615). 
La rocca (presente nello stemma comunale) venne invece distrutta intorno al 1617 dai Veneziani i quali ne riutilizzarono le pietre per la costruzione della fortezza di Palmanova.

### Parrocchiale
Già dal 1290 si ha notizia di una cura d'anime a Castello.
L'attuale parrocchiale risale, però, al XVII secolo.